# قندخان
قندخان (به ترکی آذربایجانی: Qendaxan) یک منطقهٔ مسکونی در جمهوری آذربایجان است که در شهرستان آق‌سو واقع شده‌است.